# Peter Carsten
Peter Carsten est un acteur et un producteur allemand né le 30 avril 1928 à Weissenburg in Bayern, et mort le 20 avril 2012 à Piran, en Slovénie.

## Filmographie
- 1957 : Des filles et des hommes (La ragazza della salina) de František Čáp : Alberto
- 1958 : Peter Foss, le voleur de millions (Peter Voss, der Millionendieb) de Wolfgang Becker
- 1960 : Chiens, à vous de crever ! (Hunde, wollt ihr ewig leben !) de Frank Wisbar : Caporal Krämer
- 1960 : Sous dix drapeaux (Sotto dieci bandiere) de Duilio Coletti : Lieutenant Mohr
- 1963 : Tempête sur Ceylan (Das Todesauge von Ceylon) de Giovanni Roccardi et Gerd Oswald
- 1965 : Sherlock Holmes contre Jack l'Éventreur (A Study in Terror) de James Hill : Max Steiner
- 1966 : Le Secret du rapport Quiller (The Quiller Memorandum) de Michael Anderson : Hengel
- 1966 : Tendre Voyou de Jean Becker : Otto Hanz
- 1967 : La Vengeance de Fu Manchu (The Vengeance of Fu Manchu) de Jeremy Summers : Kurt Heller
- 1968 : Le Dernier Train du Katanga (The Mercenaries) de Jack Cardiff : Capitaine Henlein
- 1970 : Et vint le jour des citrons noirs (E venne il giorno dei limoni neri) de Camillo Bazzoni : Don Calogero Lo Presti
- 1971 : Les Fantômes de Hurlevent (Nella stretta morsa del ragno) d'Antonio Margheriti : Docteur Camus
- 1971 : Zeppelin d'Étienne Périer : Major Tauntler
- 1974 : Partizani de Stole Janković (en) : Colonel Henke
- 1978 : Le Renard de Brooklyn (The squeeze) d'Antonio Margheriti : Van Stratten
- 1982 : Twilight Time de Goran Paskaljević
- 1982 : Variola vera de Goran Marković
- 1999 : Kad mrtvi zapjevaju (en) de Krsto Papic